# Atletica leggera ai Giochi della XVI Olimpiade - Lancio del disco maschile

Video della Finale (film ufficiale dei Giochi)

La competizione del lancio del disco maschile di atletica leggera ai Giochi della XVI Olimpiade si è disputata il giorno 27 novembre 1956 al Melbourne Cricket Ground.

## L'eccellenza mondiale
| Campione olimpico 1952  | 55,03        | Simeon Iness     | Ritir. 1955 |
| Primatista mondiale     | 59,28 (1953) | Fortune Gordien  | Presente    |
| Campione europeo 1954   | 53,44        | Adolfo Consolini | Presente    |
| Vincitore selezioni USA | 57,21        | Fortune Gordien  | Presente    |

## Risultati

### Turno eliminatorio
Qualificazione47,00 m
Sedici atleti ottengono la misura richiesta.

La miglior prestazione appartiene ad Alfred Oerter con 51,19 m.
| Pos. | Atleta           | Nazione          | Misura | Lanci | Lanci | Lanci |
| Pos. | Atleta           | Nazione          | Misura | 1°    | 2°    | 3°    |
| ---- | ---------------- | ---------------- | ------ | ----- | ----- | ----- |
| 1    | Alfred Oerter    | Stati Uniti      | 51,19  | 51,19 | -     | -     |
| 2    | Fanie du Plessis | Sudafrica        | 50,69  | 50,69 | -     | -     |
| 3    | Adolfo Consolini | Italia           | 49,93  | 49,93 | -     | -     |
| 4    | Kim Bukhantsov   | Unione Sovietica | 49,65  | 49,65 | -     | -     |
| 5    | Mark Pharaoh     | Gran Bretagna    | 48,98  | 48,98 | -     | -     |
| 6    | Boris Matveyev   | Unione Sovietica | 48,97  | 43,62 | 48,97 | -     |
| 7    | Erik Uddebom     | Svezia           | 48,44  | 48,44 | -     | -     |
| 8    | Mesulame Rakuro  | Figi             | 48,21  | 48,21 | -     | -     |
| 9    | Otto Grigalka    | Unione Sovietica | 48,11  | 48,11 | -     | -     |
| 10   | Dako Radošević   | Jugoslavia       | 47,93  | 47,93 | -     | -     |
| 11   | Günther Kruse    | Argentina        | 47,87  | 46,28 | 47,87 | -     |
| 12   | Fortune Gordien  | Stati Uniti      | 47,67  | 47,67 | -     | -     |
| 13   | Hernán Haddad    | Cile             | 47,48  | 47,48 | -     | -     |
| 14   | Ferenc Klics     | Ungheria         | 47,31  | 47,31 | -     | -     |
| 15   | Gerry Carr       | Gran Bretagna    | 47,15  | 47,15 | -     | -     |
| 16   | Desmond Koch     | Stati Uniti      | 47,14  | 47,14 | -     | -     |
| 17   | Tadeusz Rut      | Polonia          | 46,62  | 42,69 | 46,62 | 46,23 |
| 18   | Pierre Alard     | Francia          | 46,18  | 38,24 | 46,18 | 44,36 |
| 19   | Muhammad Ayub    | Pakistan         | 44,88  | 40,93 | 41,79 | 44,88 |
| 20   | Ves Balodis      | Australia        | 44,24  | 44,24 | n     | 42,36 |

### Finale
I favoriti sono gli americani Gordien e Koch. L'inossidabile Adolfo Consolini, già oro a Londra 1948, ha stabilito il nuovo primato europeo con 56,85.

Gordien esordisce con un buon 54,75. Poi tocca al terzo degli americani, Alfred Oerter, che piazza una botta che stupisce tutti: 56,36, primato personale e record dei Giochi.

Gordien accusa il colpo e infila due lanci inferiori ai 52 metri.

Cominciano i tre lanci di finale: Oerter esegue il suo secondo miglior lancio: 55,08, che rimarrà la seconda miglior prova della gara. Solo all'ultimo turno Gordien si migliora, ma di appena 6 cm: 54,81.

Consolini, mai in lotta per le medaglie, si ferma a 52,21 e si classifica sesto.
| Pos.    | Atleta           | Età | Nazione          | Misura | Lanci | Lanci | Lanci | Lanci | Lanci | Lanci |
| Pos.    | Atleta           | Età | Nazione          | Misura | 1°    | 2°    | 3°    | 4°    | 5°    | 6°    |
| ------- | ---------------- | --- | ---------------- | ------ | ----- | ----- | ----- | ----- | ----- | ----- |
| Oro     | Alfred Oerter    | 20  | Stati Uniti      | 56,36  | 56,36 | 53,81 | 53,22 | 55,08 | 53,28 | 54,93 |
| Argento | Fortune Gordien  | 34  | Stati Uniti      | 54,81  | 54,75 | 49,18 | 51,40 | 53,84 | 52,75 | 54,81 |
| Bronzo  | Desmond Koch     | 24  | Stati Uniti      | 54,40  | 50,53 | n     | 53,55 | 53,64 | 54,40 | 54,03 |
| 4       | Mark Pharaoh     | 25  | Gran Bretagna    | 54,27  | 52,52 | n     | 52,36 | 49,85 | 54,27 | 53,16 |
| 5       | Otto Grigalka    | 31  | Unione Sovietica | 52,37  | 51,25 | 50,09 | 52,37 | 49,44 | n     | 50,13 |
| 6       | Adolfo Consolini | 39  | Italia           | 52,21  | 51,92 | 52,21 | 52,13 | n     | 51,29 | 52,01 |
| 7       | Ferenc Klics     | 32  | Ungheria         | 51,82  | 51,75 | 51,82 | 51,61 |       |       |       |
| 8       | Dako Radošević   | 22  | Jugoslavia       | 51,69  | 50,99 | 51,26 | 51,69 |       |       |       |
| 9       | Boris Matveyev   | 26  | Unione Sovietica | 51,38  | 50,59 | 49,63 | 51,38 |       |       |       |
| 10      | Gerry Carr       | 20  | Gran Bretagna    | 50,72  | 48,03 | 50,72 | 48,98 |       |       |       |
| 11      | Günther Kruse    | 22  | Argentina        | 49,89  | 49,12 | 45,92 | 49,89 |       |       |       |
| 12      | Kim Bukhantsov   | 24  | Unione Sovietica | 48,58  | 48,58 | 47,75 | 46,86 |       |       |       |
| 13      | Fanie du Plessis | 26  | Sudafrica        | 48,49  | 48,49 | 46,23 | 43,31 |       |       |       |
| 14      | Erik Uddebom     | 22  | Svezia           | 48,28  | 48,28 | 47,89 | 44,72 |       |       |       |
| 15      | Mesulame Rakuro  | 24  | Figi             | 47,24  | 46,45 | 47,24 | 44,60 |       |       |       |
| 16      | Hernán Haddad    | 28  | Cile             | 46,00  | n     | 46,00 | n     |       |       |       |